# Kentrochrysalis streckeri
Kentrochrysalis streckeri is een vlinder uit de familie van de pijlstaarten (Sphingidae). Kentrochrysalis streckeri werd in 1880 beschreven door Otto Staudinger.